# Карл Густав I фон Малтцан
Карл Густав I фон Малтцан (на немски: Karl Gustav I. von Maltzan; * 8 юли 1663 във Волде в Мекленбург-Предна Померания; † 16 април 1713 в Гюстров, Мекленбург-Шверин) е благородник от стария род Молтцан/Малтцан от Мекленбург-Предна Померания.
Той е третият син на Албрехт Йоахим фон Малтцан (* 27 февруари 1611; † 29 юли 1676) и съпругата му
Урсула Елизабет фон Щайнберг (1616 – 1672), дъщеря на Ханс Якоб фон Щайнберг и фрайин Ева фон Хофман. Внук е на Ханс Фридрих III фон Малтцан (* 1573) и на Сабина фон Малтцан, дъщеря на
Йоахим фон Молтцан (1547 – 1618) и Анна Сабина фон Шпар († 1610).
Брат е на Конрад Ханс Якоб фон Малтцан (1650 – 1719), господар в Кумеров, Волде, Шорсов, Касторф, Лойшентин, Цвидорф и Зомерстор, кралски шведски съветник, наследствен маршал в Предна Померания, на Аксел Албрехт фон Малтцан (1653 – 1692) и на Шарлота Юлиана фон Малтцан, омъжена за Филип Йоахим фон Парзенов.

## Фамилия
Карл Густав I фон Малтцан се жени на 30 ноември 1694 г. за София Хедвиг фон Мекленбург (* 24 септември 1673, Тешов; † 21 юни 1746, Даргун), внучка на херцог Йохан Албрехт II фон Мекленбург-Гюстров (1590 – 1636), дъщеря на съветника в Шверин и княжески мекленбургски хауптман Георг фон Мекленбург († 1675) и втората му съпруга Хедвиг Маргарета фон Ловтцов († 1738). Те имат децата:
- Хедвиг Маргарета фон Малтцан (* юни 1703, Гюстров, Мекленбург-Шверин; † сл. 1745), омъжена на 16 февруари 1725 г. в Даргун за Фридрих Вилхелм фон Халберщат (* 3 януари 1694, Шверин; † 1751, Венделсдорф)
- Густав Адолф фон Малтцан (* 1 август 1698, Гюстров; † 29 октомври 1766, Шарпцов), женен 	1729 г. за Кристиана Мария фон Грабов (1695 – 1767), дъщеря на Виктор фон Грабов († 1707) и Густава Магдалена фон Мекленбург († 1703); имат два сина и дъщеря.